# Cykloalken
En cykloalken är en alken vars kolatomer bildar en sluten ring, men utan att uppvisa aromaticitet. En del cykloalkener som till exempel cyklobuten eller cyklopenten kan bilda polymerer.
|                                                                  |  |
| Cyklopropen är den enklaste cykloalkenen med bara tre kolatomer. |  |

|                                                                                          |  |
|                                                                                          |  |
| Cyklopenten och cyklopentadien har båda fem kolatomer, men olika antal dubbelbindningar. |  |